# Ruth-Cohn-Institut
Das Ruth-Cohn-Institut für Themenzentrierte Interaktion (RCI) ist ein gemeinnütziger Verein, der eine spezielle Ausbildung für das Arbeiten mit und in Gruppen anbietet. Der Verein hat seinen Sitz in Basel (Schweiz) und sein Sekretariat in Berlin, Deutschland. Das RCI internationale ist das Dach von 16 zum grossen Teil deutschsprachigen Mitgliederorganisationen. Darüber hinaus sind Luxembourg, Flandern Ungarn und Indien vertreten. Neben den regionalen Mitgliederorganisationen bestehen Fachgruppen für Supervision, für Lehrende und für Theologie die international kooperieren.
Die Themenzentrierte Interaktion (TZI) wurde von Ruth Cohn entwickelt.
Das Arbeiten in Gruppen sowie das Begleiten und Leiten von Gruppen stehen im Zentrum der Ausbildung, die der Verein anbietet. Die drei folgenden Verhältnisse werden bei der Arbeit in Gruppen als gleichermaßen angesehen: die einzelnen Gruppenmitglieder, die Beziehungen zwischen den Gruppenmitgliedern und der Auftrag. Diese Methode und Haltung bildet die Grundlage für ein Führungsmodell, das darauf ausgerichtet ist, Demokratie und Effizienz miteinander zu verbinden.

## Geschichte
«Ruth Cohn Institute for Theme-Centered Interaction (RCI)» ist der aktuelle Name des früheren «Workshop Instituts für Lebendiges Lernen (WILL)».

## Zeitschrift
Das Ruth-Cohn-Institute International gibt die Fachzeitschrift Themenzentrierte Interaktion (1987 ff.), Psychosozial-Verlag, Gießen, ISSN 0934-5272 heraus.

## Kooperation
- Das Ruth-Cohn-Institut ist Mitglied in der Deutschen Gesellschaft für Beratung e. V.

## Bekannte Lehrende
| - Thomas Abraham - Kari Aschwanden (1943–2016) - Annemieke Algra - Erika Arndt - Elisabeth H. Bauer - Helga Beltz - Franz Biedermann - Sabine Bremer - Judith Burkhard - Charles Burri - Ivo Callens - Ruth Cohn (1912–2010) - Christian Dehm - Klaus-Gerd Eich - Martha Fehlker - Hagen Fried - Elisabeth Gores-Pieper - Barbara Gorges-Wagner - Arnulf Greimel - Beate Grupp - Günter G. Hahnemann - Katrin Hater - Wendy Hecker - Hertie Herz - Regina Hintner - Christoph Huber - Holger Kafka | - David Keel - Irene Kernthaler-Moser - Hartwig Kiesow - Irene Klein - Matthias Kroeger - Hermann Kügler - Phien Kuiper - Hermann Kutt (1949–2018) - Gernot Klemmer - Bernhard Lemmaire - Gisela Liebens - Norman Liebermann († 2000) - Walter Lotz (* 1949) - Sibilla Marelli Simon - Ulrike B. Meyer - Josef Mayer-Scheu (1936–2013) - Theo Middelkoop († 2018) - Margret Nemann - Hansfried Nickel - Stefan Padberg - Herta Plattner - Sibylle Ratsch - Annemarie Reber Kaestli - Helmut Reichert - Helmut Reiser - Martin Reinhardt - Shirley Reinhaus | - Ulrike Rietz - Klaus Ritter - Ruth Ronall - Jens Röhling - Angelika Rubner - Eike Rubner - Helga Rueß-Alberti (* 1940) - Pirjo Susanne Schack - Brigitte Schäfer - Matthias Scharer - Andrea Schmid - Peter Schauwecker (1936–2022) - Mina Schneider-Landolf - Ernst Schrade - Michaela A.C. Schumacher - Mona Sommer. - Werner Sperber - Jochen Spielmann - Dietrich Stollberg (1937–2014) - Elisabeth Tomalin (1912–2012) - Alexander Trost - Ineke van de Braak - Peter Vogel - Christel Wagner - Janny Wolf-Hollander (1942–2012) - Yitzchak Zieman (1920–2007) - Walter Zitterbarth |